# مکان‌های سلطنتی اسپانیا

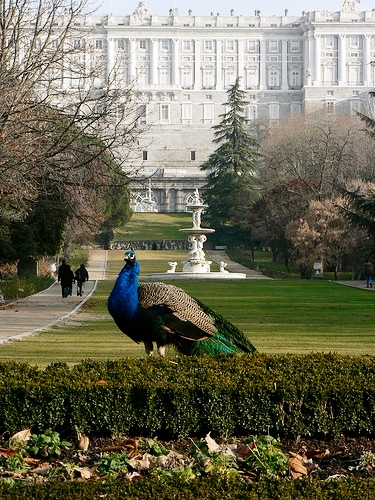
کاخ سلطنتی مادرید، اقامتگاه رسمی شاه

مکان‌های سلطنتی اسپانیا «مکان‌های سلطنتی» (اسپانیایی: Reales Sitios) مجموعه‌ای از کاخها، صومعهها، و کلیساهایی هستند که برای و تحت حمایت پادشاهی اسپانیا ساخته شده‌اند. آن‌ها توسط میراث ملی، یک آژانس دولتی اسپانیا، اداره می‌شوند؛ بیشتر آن‌ها حداقل تا حدودی برای عموم باز هستند، مگر زمانی که برای رویدادهای دولتی یا رسمی نیاز باشند.

## مکان‌های سلطنتی
- کاخ سلطنتی مادرید مادرید) (اقامتگاه رسمی شاه)
- مقر سلطنتی سن لورنزو دی ال اسکوریال (قلعه و صومعه سلطنتی ال اسکوریال (مادرید)
  - کلبه شاهزاده
  - کلبه نوزاد
- کاخ سلطنتی ال پاردو (مادرید)
  - کاخ سارسوئلا (مادرید) (اقامتگاه دفاکتو شاه و خانواده سلطنتی، بخشی از مجموعه بزرگ ال پاردو)
  - کلبه شاهزاده
- کاخ سلطنتی آرانخوئز (مادرید)
  - خانه سلطنتی کشاورز

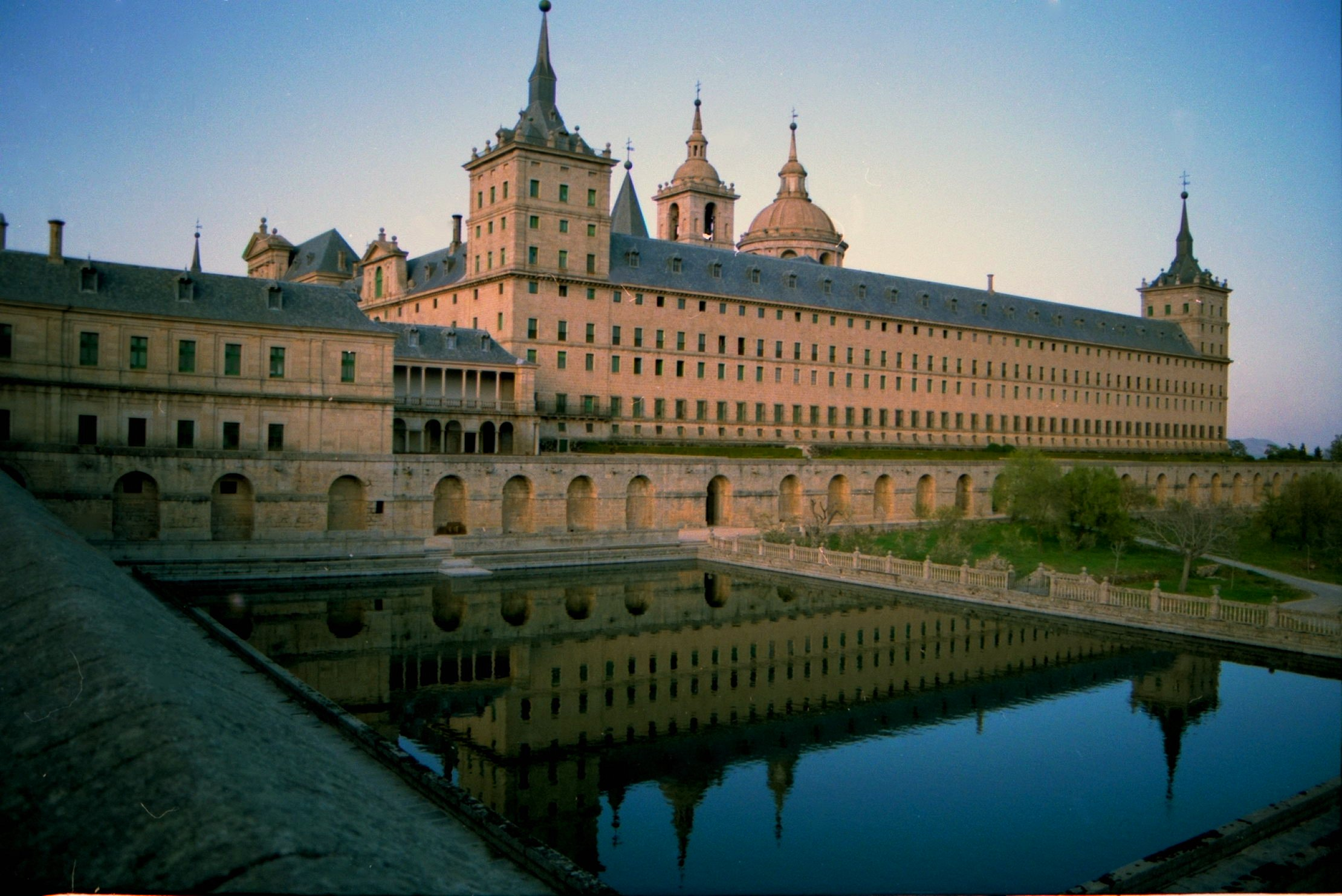
کاخ سن لورنزو دی ال اسکوریال

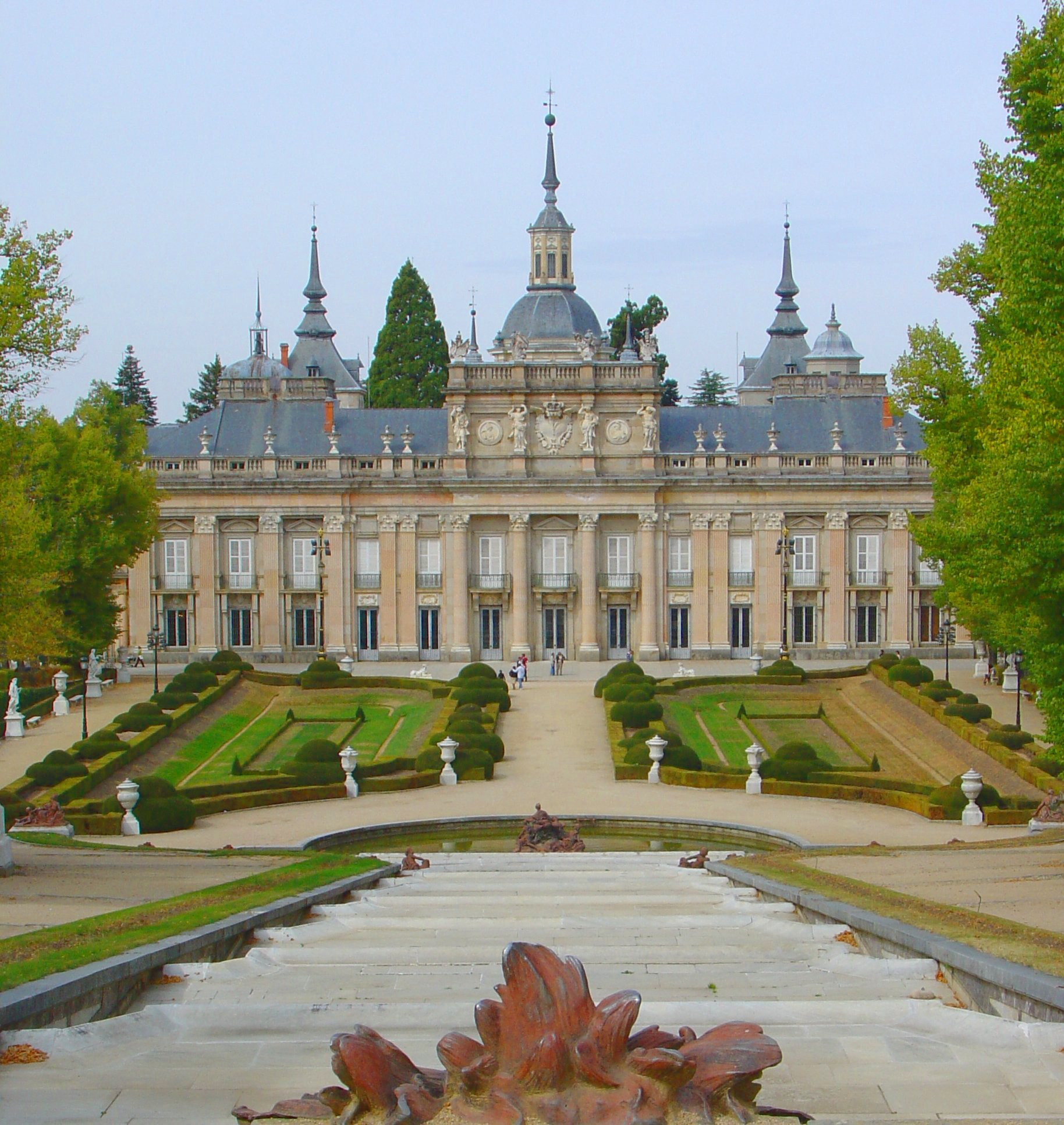
کاخ سلطنتی لا گرانجا دی سان ایلدفنسو

- کاخ سلطنتی لا گرانجا دی سان ایلدفنسو (سگوویا)
- کاخ سلطنتی ریوفرایو (سگوویا)
- کاخ سلطنتی لا آلموداینا (پالما دی مایورکا، جزایر بالئاریک)